# بنکرفت (داکوتای جنوبی)
بنکرفت(به انگلیسی: Bancroft) شهری در ایالت داکوتای جنوبی کشور ایالات متحده آمریکا است که جمعیت آن در سرشماری سال ۲۰۱۰ میلادی، ۱۹ نفر بوده‌است.